# جيسون ويسترول
جيسون ويسترول (بالإنجليزية: Jason Westrol)‏ مواليد 20 يونيو 1988 في إليزابيث، هو لاعب كرة سلة أمريكي. بدأ مسيرته الاحترافية في سنة 2010. يلعب في الدوري البلجيكي الممتاز. يحمل الرقم 8. يبلغ طوله 6 قدم 3 بوصة (1.9 م). لعب مع لو مان سارت باسكت في الدوري الفرنسي لكرة السلة الدرجة الأولى.

## روابط خارجية
- جيسون ويسترول على موقع كرة السلة الأوروبية.كوم (الإنجليزية)
- جيسون ويسترول على موقع ريلجم (الإنجليزية)
- جيسون ويسترول على موقع بروبوليرز (الإنجليزية)